# Bartolomeo Rastrelli

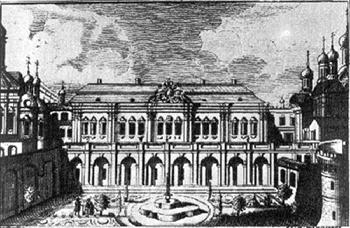
Zimní palác

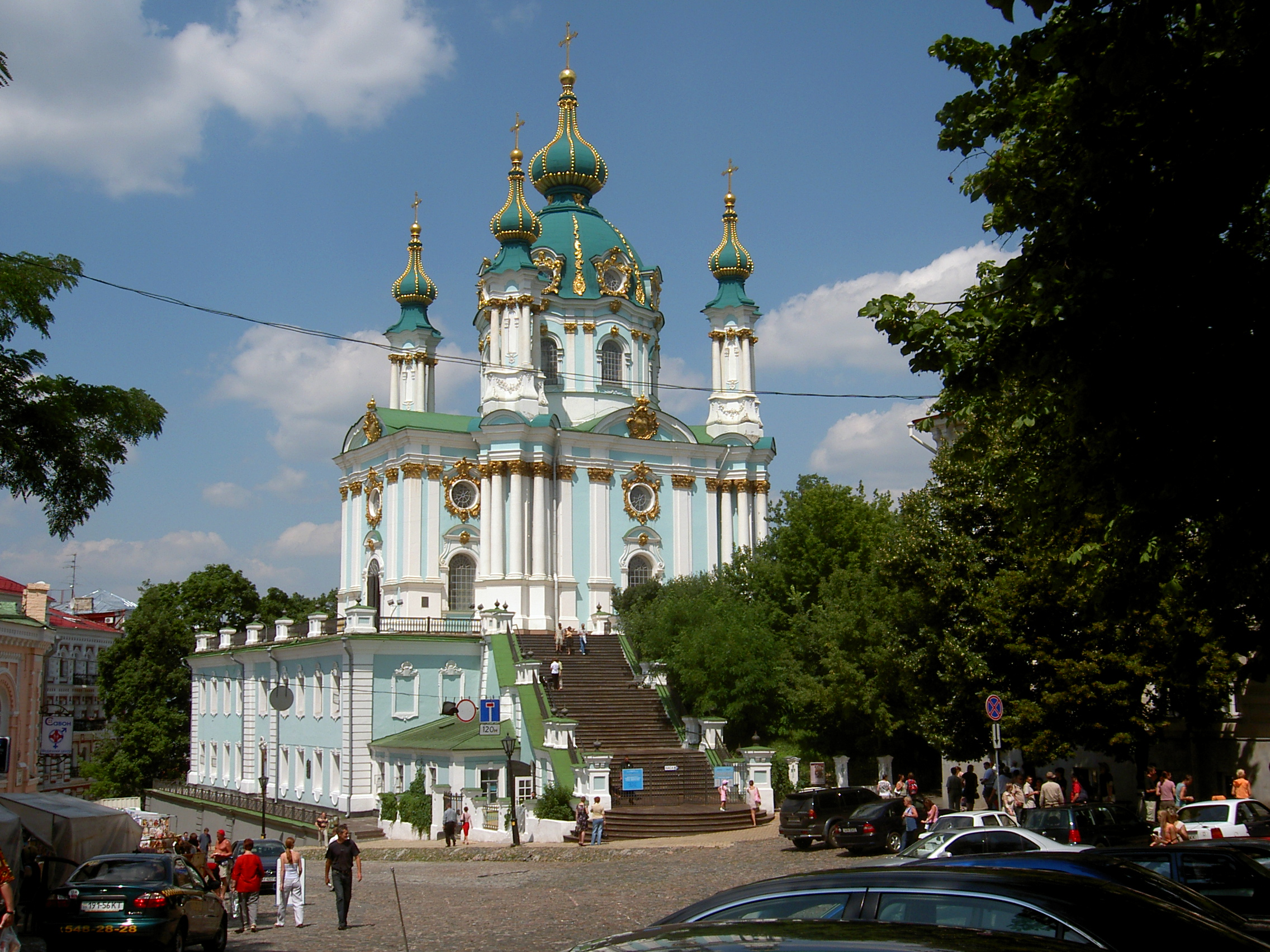
Rastrelliho kostel svatého Ondřeje v Kyjevě

Francesco Bartolomeo Rastrelli (rusky: Франческо Бартоломео Растрелли; 1700–1771) byl italský architekt působící v carském Rusku, představitel ruského baroka.

## Život
Narodil se v Paříži jako syn italského sochaře a architekta Carla Bartolomea Rastrelliho (1675–1744). Do Ruska přišel v roce 1715 spolu se svým otcem.
Ve svých stavbách kombinoval poslední trendy italského baroka s tradičním moskevským stylem. Stavěl v typickém velmi bohatém a majestátním stylu pozdního baroka.
Jeho prvním důležitým pověřením byla nabídka na výstavbu paláce pro bývalého vládce Moldávie, knížete Dmitrije Kantěmira. Jeho paláce jsou známé extravagantní nádherou a bohatstvím výzdoby. Po nástupu Alžběty I. na ruský trůn se stal oblíbeným dvorním architektem. Kromě toho roku 1723 vytvořil bronzovou bustu Petra I. Velikého.

## Dílo

### Rusko
- Zimní palác v Petrohradě vystavěný v letech 1754 až 1762
- Stroganovův palác
- Letní palác (postaven 1741, zničen 1797)
- Kateřinský palác v carském letním sídle Carskoje Selo

### Ukrajina
- Kostel svatého Ondřeje v Kyjevě
- Mariinský palác v Kyjevě, nyní slavnostní sídlo ukrajinského prezidenta

### Lotyšsko
- zámek Rundāle v jižním Lotyšsku, letní sídlo kuronských vévodů
- Jelgavský zámek, zimní sídlo kuronských vévodů.